# Der Millionär (1996)
Der Millionär ist ein deutsches TV-Lustspiel von Günter Stahnke aus dem Jahr 1996. Die Hauptrollen Fernsehschwanks spielen Herbert Köfer, Helga Piur, Günter Schubert, Inka Bause und Ingeborg Krabbe.

## Handlung
Hermann Grothe hat gemeinsam mit seinen beiden Skatfreunden sechs Millionen im Lotto gewonnen. Die drei planen nun ihren Lebensabend im warmen Süden zu verbringen. Doch Grothe will eigentlich lieber bei seiner Familie bleiben und ihr auch etwas von seinem Geld abgeben, falls sie seinen Test besteht. Drum prüft er seine Familienangehörigen auf Herz und Nieren, ob sie sich wohl sein zukünftiges Erbe verdient haben. Zu diesem Zweck zieht er einfach bei seiner Tochter Hermine ein und sagt ihr natürlich nichts von seiner Motivation. Für sie und ihren Mann Moritz erweist sich der alte Herr als eine Zumutung, obwohl er eigentlich an ganz verträglicher Mann ist. Aber bisher waren sie die alleinigen Herren in ihren luxuriösen vier Wänden und nun sollen sie plötzlich auf jemanden Rücksicht nehmen. Ihre Tochter Janine ist fast erwachsen und geht ihre eigenen Wege – zumindest dachten sie das. Denn plötzlich steht die Polizei vor der Tür und bringt Janine nach Hause, die alkoholisiert aufgegriffen wurde und mit einem Auto eine Telefonzelle umgefahren hatte. Das Auto gehörte Eberhard Spengler, dem Vater ihres Freundes Mirko. Dieser meldet sich auch schon und fordert Schadensersatz, was die Seidelmanns erst einmal ablehnen.
Während Hermine und Moritz Seidelmann beratschlagen, wie sie Hermann so schnell wie möglich wieder loswerden und sogar daran denke ihn in eine Altersheim abzuschieben, versteht sich Janine ausgesprochen gut mit ihrem Opa. Hermann will auch die Hoffnung nicht aufgeben, dass sie alle eine richtige Familie werden. Mit seinem Schwiegersohn ist das jedoch nicht so einfach und beide machen keinen Hehl daraus, dass sie voneinander nicht viel halten. Moritz Haltung ändert sich schlagartig, als er zufällig erfährt, dass sein Schwiegervater Millionen auf seinem Sparbuch hat. Sofort versuchen die Seidelmanns Hermann alles recht zu machen und richten bereitwillig ihr Gästezimmer für ihn ein. Dieser Stimmungswechsel kommt Hermann schon eigenartig vor und er findet sehr schnell heraus, dass seine Kinder nur des Geldes wegen so verständnisvoll tun.
Herbert sieht ein, dass er sich in seiner Tochter getäuscht hat und so will er im Falle seines Todes seinen Skatbrüdern und seiner Enkelin sein gesamtes Vermögen vererben.

## Produktion
Der Film wurde von Hans-Werner Honert für die Saxonia Media Filmproduktionsgesellschaft mbH produziert. Die Aufzeichnung fand mit Publikum am Theater im Schlossgarten Arnstadt statt. Günter Schubert steht in dem Stück gemeinsam mit seinem Sohn Alexander auf der Bühne.

## Kritik
Die Kritiker der Fernsehzeitschrift TV Spielfilm vergaben eine mittlere Wertung (Daumen gerade) und nannten das Stück „Banal.“